# Il re pastore
Il re pastore è un melodramma in tre atti di Pietro Metastasio (1751).
Fu musicato da diversi compositori tra cui Mozart
La lista seguente include i nomi di alcuni compositori che musicarono il testo metastasiano:
- Giuseppe Bonno (Vienna, 27 ottobre 1751)
- Arvid Niclas von Höpken (1752)
- Giuseppe Sarti (Pesaro, 1752)
- Francesco Antonio Baldassare Uttini (Drottningholm, 24 luglio 1755)
- Johann Adolph Hasse (Hubertusburg, 7 ottobre 1755)
- Christoph Willibald Gluck (Vienna, 8 dicembre 1756)
- Giovanni Battista Lampugnani (Milano, aprile 1758)
- Giuseppe Zonca (Monaco di Baviera, 1760)
- Niccolò Piccinni (Firenze, 27 agosto 1760)
- Niccolò Jommelli (Ludwigsburg, 4 novembre 1764)
- Pietro Alessandro Guglielmi (Venezia, 1767)
- Baldassarre Galuppi (Parma, 1762)
- Felice Giardini (Londra, 7 marzo 1765)
- Antonio Tozzi (Braunschweig, 1766 o 1767)
- Anton Bachschmidt (1774)
- Wolfgang Amadeus Mozart (Salisburgo, 23 aprile 1775) - vedi Il re pastore
- Tommaso Giordani (Londra, 30 maggio 1768)
- Matteo Rauzzini (Dublino, stagione di carnevale del 1784)
- Luciano Xavier Santos (1797)
- Maria Teresa Agnesi (s. d.)
- Johann Friedrich Agricola (s. d.)
- Paolo Francesco Parenti (s. d.)
- Johann Christoph Richter (s. d.)
- Pietro Pompeo Sales (s. d.)